# NGC 4064
NGC 4064 је спирална галаксија у сазвежђу Береникина коса која се налази на NGC листи објеката дубоког неба.
Деклинација објекта је + 18° 26' 36" а ректасцензија 12h 4m 11,0s. Привидна величина (магнитуда) објекта NGC 4064 износи 10,7 а фотографска магнитуда 11,6. Налази се на удаљености од 16,9000 милиона парсека од Сунца. NGC 4064 је још познат и под ознакама UGC 7054, MCG 3-31-33, CGCG 98-44, IRAS 12016+1843, PGC 38167.